# Rivière de Grand-Saint-Louis
Pour les articles homonymes, voir Saint-Louis et Rivière Saint-Louis.
La rivière de Grand-Saint-Louis est un affluent de la rivière Gentilly Sud-Ouest dont le courant se déverse successivement dans la rivière Gentilly et sur la rive sud du fleuve Saint-Laurent.
La rivière de Grand-Saint-Louis coule dans Saint-Sylvère et dans la ville de Bécancour, dans la municipalité régionale de comté (MRC) de Bécancour, dans la région administrative de Centre-du-Québec, au Québec, au Canada.

## Géographie
Les principaux bassins versants voisins sont:
- côté nord: rivière Gentilly, fleuve Saint-Laurent;
- côté est: rivière Gentilly;
- côté sud: rivière Bécancour, ruisseau Poulet;
- côté ouest: rivière Bécancour.

La rivière de Grand-Saint-Louis tire sa source en zone agricole à la limite de Saint-Sylvère et de Bécancour. Cette zone est située près de la route des Peupliers, au nord de la rivière Bécancour et à l'ouest du village de Saint-Sylvère. À partir de là, la rivière coule en zone forestière et agricole sur environ 16 km selon les segments suivants:
- vers le nord-ouest, en zone forestière, jusqu'au pont de la route des Peupliers;
- vers le nord, jusqu'au chemin des cerisiers;
- vers le nord-ouest en zone agricole jusqu'au chemin des hêtres;
- vers le nord jusqu'à la route 226;
- vers le nord jusqu'à la route des Ormes, soit jusqu'au hameau Grand-Saint-Louis;
- vers le nord-est, dans une petite vallée encaissée par l'érosion, jusqu'à sa confluence rive gauche avec la rivière Gentilly Sud-Ouest. Cette confluence est située au sud-ouest de la route 261, au nord-ouest de la route des épinettes, à l'ouest de la rivière Gentilly et à l'est de la rivière Bécancour[2].

## Toponymie
Le terme « Saint-Louis » constitue un patronyme de famille d'origine française. Les terres avoisinantes ayant été octroyées à Joseph Jörg Windberg, dit l'Allemand, dit Saint-Louis, en 1766. Joseph Saint-Louis était originaire de la paroisse Saint-Louis dans le nord-est de la France actuelle,.
Le toponyme « rivière de Grand-Saint-Louis » a été officialisé le 18 août 1978 à la Commission de toponymie du Québec.